# Medeleni, Iași
Medeleni este un sat în comuna Golăiești din județul Iași, Moldova, România.

## Fapt divers
În această localitate se petrece acțiunea romanului lui Ionel Teodoreanu, La Medeleni.

## Alte articole
- Ionel Teodoreanu

## Imagini

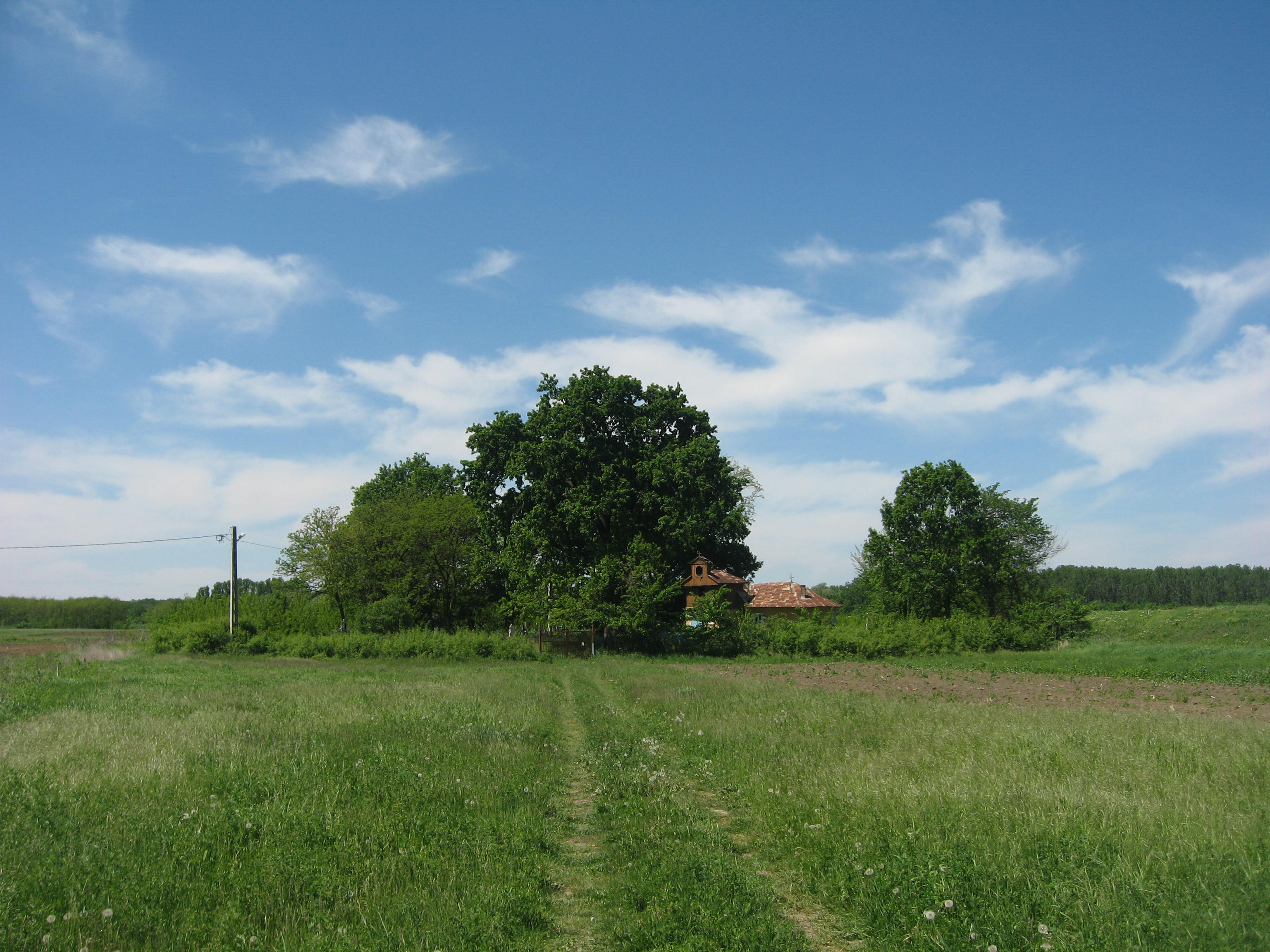
Cimitirul și biserica veche din Medeleni
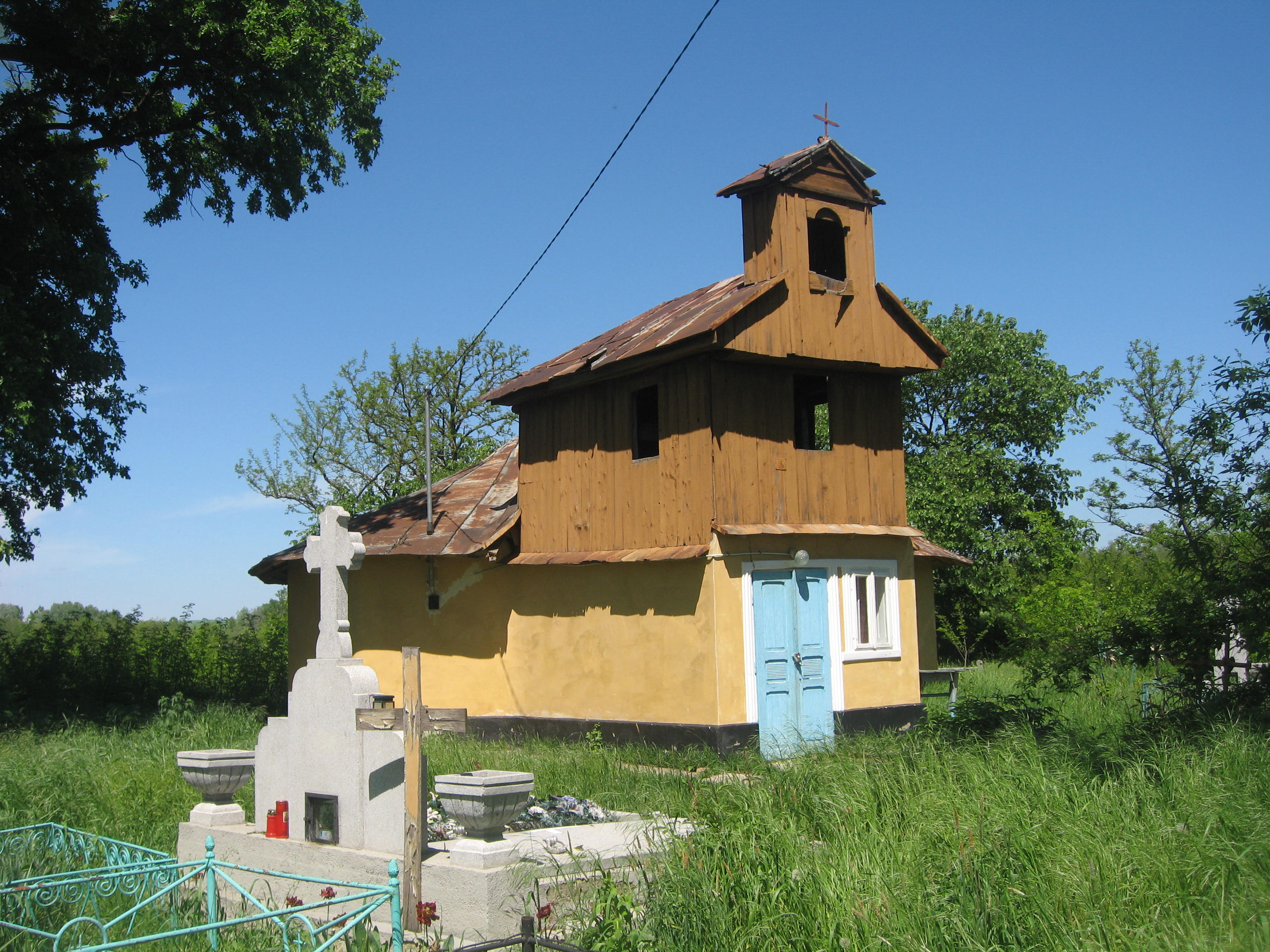
Biserica veche din Medeleni
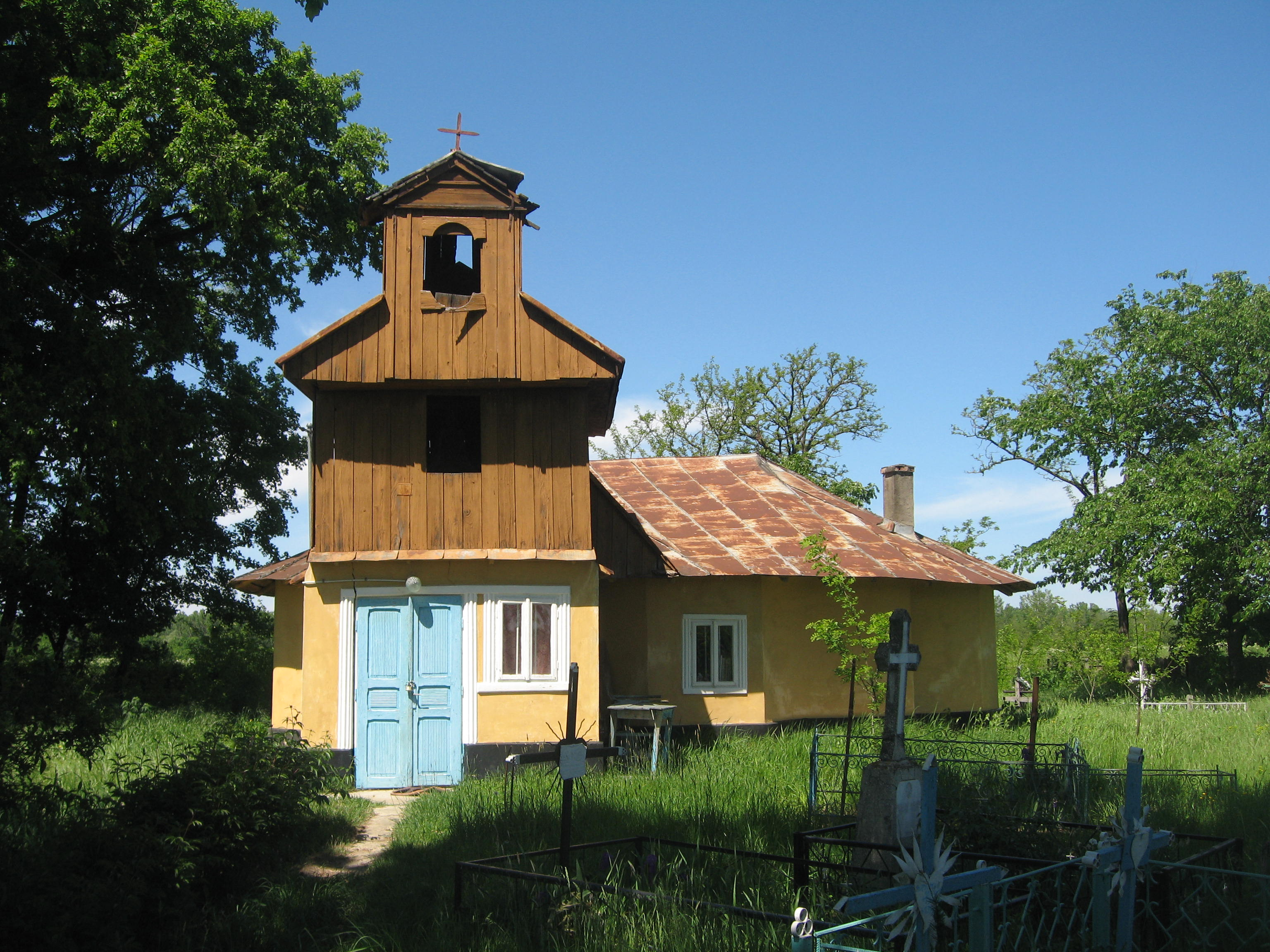
Biserica veche din Medeleni
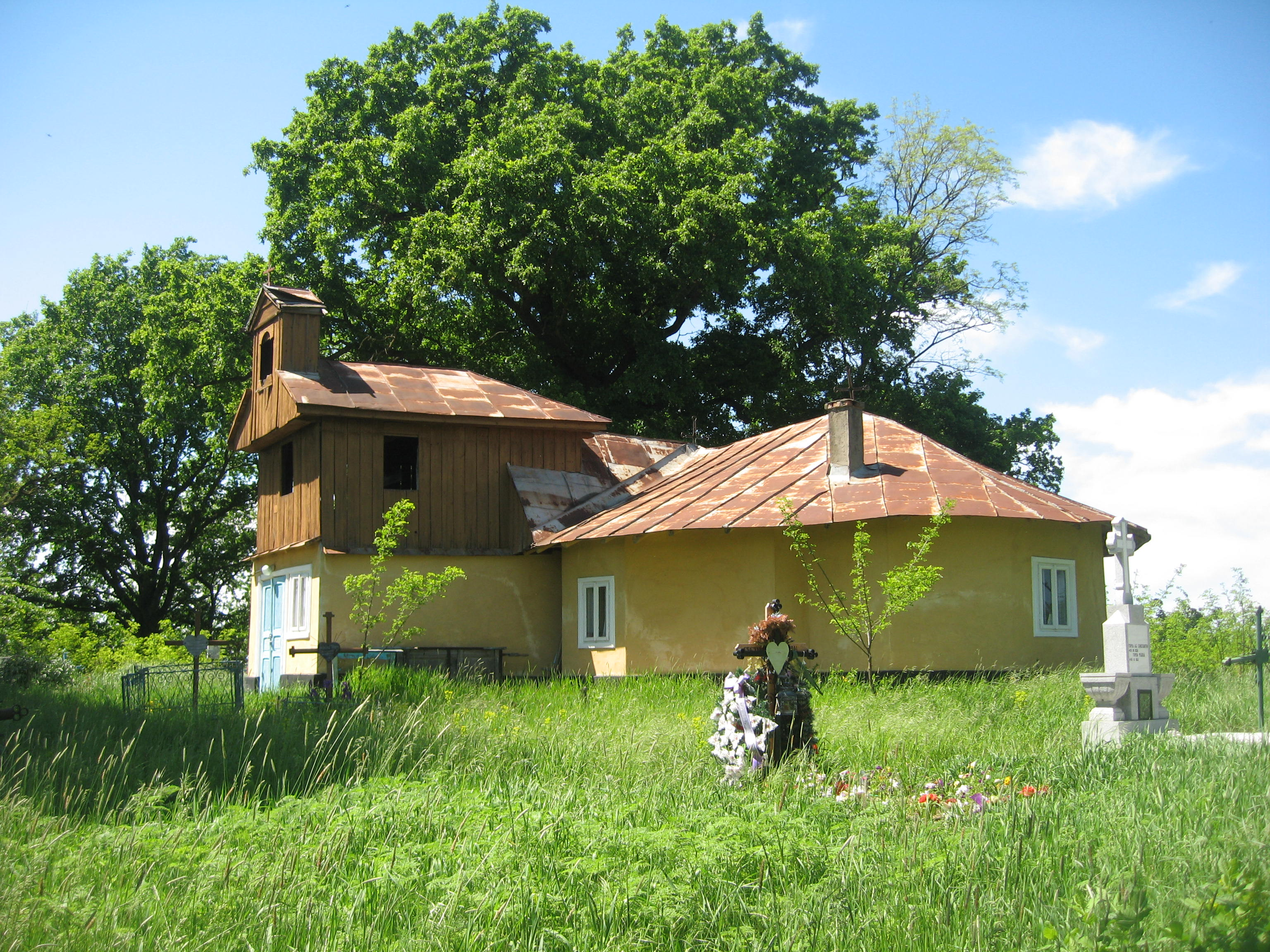
Biserica veche din Medeleni